# 武並橋
武並橋（たけなみばし）は、岐阜県恵那市の木曽川に架かる国道418号の橋である。
橋の北側に岐阜県道412号恵那八百津線が通る。下流には笠置ダムがあり、橋下のダム湖周辺は両側の山の間に刻まれた深い谷であり「笠置峡」と呼ばれている。上流には大井ダムがある。

## 概要
- 供用 ：1966年（昭和42年）
- 延長：112.0 m
- 幅員：3.5 m
- 区間：岐阜県恵那市武並町藤 - 恵那市笠置町河合